# 沃尔克赛姆
沃尔克赛姆（法語：Wolxheim，法語發音：[wɔlksaim]）是法国下莱茵省的一个市镇，属于莫尔塞姆区。

## 地理
沃尔克赛姆（48°34'7"N, 7°30'48"E）面积2.92 平方千米，位于法国大東部大區下莱茵省，该省份为法国大陆部分最东部的省份，是阿尔萨斯的一部分，今与上莱茵省组成了阿尔萨斯欧洲集体，其南至上莱茵省，西南接孚日省和默尔特-摩泽尔省，西接摩泽尔省，北与德国接壤，东侧沿莱茵河与德国相望。
与沃尔克赛姆接壤的市镇（或旧市镇、城区）包括：阿沃尔赛姆、达克斯坦、达勒奈姆、埃尔热尔桑、莫尔塞姆、苏尔茨莱班。
沃尔克赛姆的时区为UTC+01:00、UTC+02:00（夏令时）。

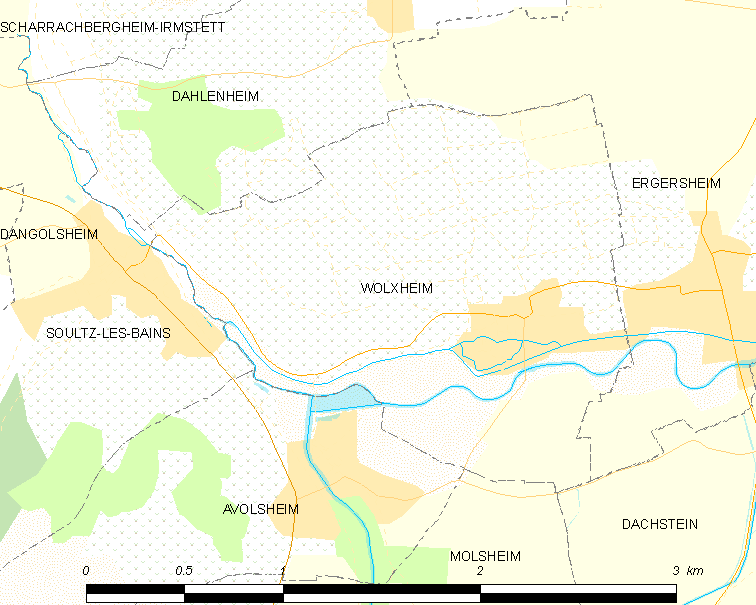
沃尔克赛姆的OSM定位图

## 行政
沃尔克赛姆的邮政编码为67120，INSEE市镇编码为67554。

## 政治
沃尔克赛姆所属的省级选区为莫尔塞姆县。

## 人口

1962-2008年间沃尔克赛姆人口变化图示

沃尔克赛姆于2022年1月1日时的人口数量为963人。